# Svetlana Drusjinina
Svetlana Drusjinina (russisk: Светла́на Серге́евна Дружи́нина) (født 16. december 1935 i Moskva i Sovjetunionen) er en sovjetisk filminstruktør, skuespillerinde og manuskriptforfatter.

## Filmografi (udvalg)
Som instruktør
- Printsessa tsirka (Принцесса цирка, 1982)[2][3]
- Gardemariny, vperjod! (Гардемарины, вперёд!, 1988)
- Vivat, gardemariny! (Виват, гардемарины!, 1991)
- Gandemariny III (Гардемарины III, 1992)

Som skuespiller
- Godmorgen (1955)
- Za vitrinoj univermaga (1955)
- Delo bylo v Penkove (Дело было в Пенькове, da.: Det skete i Penkove, 1957)
- Devtjata (1961)